# NHK 나가노 방송국

NHK 나가노 방송국(長野 放送局)은 나가노현을 방송구역으로 하는 NHK의 지역방송국이며 중파·FM라디오·텔레비전 방송을 담당하고 있다.

## 연혁
- 1931년 3월 8일 개국.라디오 방송을 개시
- 1948년 11월 11일 라디오 제2 방송 개시
- 1958년 11월 15일 텔레비전 방송 개시(종합 텔레비전만 실시.이 날 신에츠방송 텔레비전 방송이 정식으로 본방송을 시작했다.)
- 1962년 11월 1일 교육 텔레비전 본방송 실시.
- 1963년 12월 16일 종합 텔레비전 컬러 방송 개시.
- 1964년 FM방송 개시(FM스테레오 방송도 동시 시작).
- 1967년 7월 1일　현 내의 민영방송국 신에츠 방송과 공동으로 나가노현 최초의 UHF 텔레비전 중계국인 「카루이자와 중계국」을 건설하였으며 이를 계기로 일부 VHF 중계국 채널을 UHF로 전환하였고 이 날 이후 새로 만드는 중계국은 모두 UHF 대역으로 방송을 송출하게 된다.
- 1980년 PCM 디지털 스테레오 회선이 도입되면서 FM방송 음질이 개선된다.
- 1983년 종합 텔레비전 음성다중방송 개시.
- 1991년 3월 21일　교육 텔레비전 음성다중방송 개시
- 2006년 4월 1일 지상 디지털 텔레비전 방송 개시.
- 2011년 7월 24일 지상파 아날로그 텔레비전 방송 종료

## 채널·주파수

### 텔레비전 방송국
- 종합 텔레비전 나가노본국 17ch(JONK-DTV)
- 교육 텔레비전 나가노본국 13ch(JONB-DTV)

### 라디오 주파수
| 방송국·중계국                | 주파수  | 비고          |
| ---------------------------- | ------- | ------------- |
| 나가노 방송국                | 819kHz  | 콜사인은 JONK |
| 마쓰모토 중계국              | 540kHz  |               |
| 고모로 중계국                | 1026kHz |               |
| 우에다 중계국                | 1341kHz |               |
| 오가야스와 중계국            | 1584kHz |               |
| 기소 중계국                  | 981kHz  |               |
| 이나 중계국                  | 1341kHz |               |
| 고마가와 중계국              | 999kHz  |               |
| 이다 중계국                  | 621kHz  |               |
| 기소 나라카와 FM 보완 중계국 | 86.0MHz |               |
| 나기소 FM 보완 중계국        | 86.0MHz |               |

| 방송국·중계국     | 주파수  | 비고          |
| ----------------- | ------- | ------------- |
| 나가노 방송국     | 1467kHz | 콜사인은 JONB |
| 마쓰모토 중계국   | 1512kHz |               |
| 고모로 중계국     | 1539kHz |               |
| 우에다 중계국     | 1602kHz |               |
| 오가야스와 중계국 | 1359kHz |               |
| 기소 중계국       | 1602kHz |               |
| 이나 중계국       | 1539kHz |               |
| 고마가와 중계국   | 1512kHz |               |
| 이다 중계국       | 1476kHz |               |

| 방송국·중계국                  | 주파수  | 비고      |
| ------------------------------ | ------- | --------- |
| 우쓰쿠시가하라 중계국          | 84.0MHz | 출력 500W |
| 젠코우지 평야 중계국           | 85.7MHz | 출력 100W |
| 이이야마 중계국                | 82.8MHz | 출력 3W   |
| 지쿠마·도구라가미야마다 중계국 | 89.8MHz | 출력 1W   |
| 무레 중계국                    | 85.4MHz | 출력 1W   |
| 사가에무라 중계국              | 84.9MHz | 출력 1W   |
| 기나사 중계국                  | 89.8MHz | 출력 1W   |
| 히지리 중계국                  | 83.0MHz | 출력 100W |
| 하쿠바 중계국                  | 83.3MHz | 출력 3W   |
| 오타리 중계국                  | 84.7MHz | 출력 3W   |
| 마쓰모토 중계국                | 84.8MHz | 출력 10W  |
| 오가야스와 중계국              | 85.3MHz | 출력 50W  |
| 다쓰노 중계국                  | 85.7MHz | 출력 3W   |
| 기소 중계국                    | 82.9MHz | 출력 10W  |
| 이다 중계국                    | 77.4MHz | 출력 100W |
| 타카토 중계국                  | 85.0MHz | 출력 10W  |
| 아난 중계국                    | 82.8MHz | 출력 10W  |
| 덴류히라오카 중계국            | 85.9MHz | 출력 3W   |
| 토야마 중계국                  | 85.1MHz | 출력 10W  |
| 고우미 중계국                  | 84.9MHz | 출력 100W |
| 나기소 중계국                  | 82.0MHz | 출력 10W  |
| 나가와 중계국                  | 85.4MHz | 출력 1W   |
| 기소 나라카와 중계국           | 83.2MHz | 출력 1W   |
| 우에마츠쿠라모토 중계국        | 85.6MHz | 출력 100W |
| 오시카 중계국                  | 85.0MHz | 출력 1W   |

## 나가노현에 있는 다른 텔레비전·라디오 방송국
- 신에츠 방송(SBC)(TV는 도쿄 방송 계열, 라디오는 JRN·NRN 계열)
- 나가노 방송(NBS)(후지 TV 계열)
- TV 신슈(TSB)(니혼 TV 계열)
- 나가노 아사히 방송(abn)(TV 아사히 계열)
- 나가노 FM방송(JFN 계열)